# Kauza ROP Severozápad
Kauza ROP Severozápad je český politický skandál týkající se netransparentního rozdělování evropských dotací v NUTS 2 Severozápad (Ústecký a Karlovarský kraj).
Rozdělování dotací o objemu vyšším než 20 mld. Kč v regionu bylo dlouhodobě kritizováno, ale doposud pouze v jediném případě padl pravomocný rozsudek. Podle obžaloby se týká dotací na tři projekty: Rodinný hotel pod Třebouňským kopcem, Penzion Villa Mannesman a plánovanou rekonstrukci fotbalového hřiště v Jirkově-Ervěnicích. Nicméně v červnu 2012 bylo v médiích zveřejněno, že Dotační úřad Regionálního operačního programu (ROP) Severozápad podle auditu Ministerstva financí ČR vykonaného s využitím firmy Deloitte Advisory chyboval ve všech 35 zkoumaných případech evropských dotací.
Sankce za špatné hospodaření s evropskými dotacemi, kterou má Ústecký a Karlovarský kraj z rozhodnutí Evropské komise odvést do Regionálního operačního programu Severozápad, činí 2,5 miliardy korun. To však Hejtman Oldřich Bubeníček (KSČM) odmítl a požadoval, aby ministerstvo financí uhradilo polovinu.

## Chronologie
- 22. března 2011 – v sídle Regionální rady regionu soudržnosti Severozápad v Ústí nad Labem zasahoval policejní Útvar pro odhalování organizovaného zločinu (ÚOOZ), který také zapečetil některé kanceláře, kopíroval některé dokumenty i obsahy počítačů. Zaměstnanci museli podepsat závazek mlčenlivosti.[4]
- 24. března 2011 – ústecký soud vzal do vazby Petra Kušnierze a další 4 osoby obviněné z uplácení při rozdělování peněz z evropských fondů[5]
- 6. září 2011 – Výbor Regionální rady regionu soudržnosti Severozápad odvolal z funkce ředitele Úřadu regionální rady Petra Kušnierze[6]
- 14. prosince 2011 – začátek soudního procesu[7]
- 1. června 2012 – policie prohledávala kanceláře dotačního úřadu a odnesla dokumentaci ke čtyřem projektům a také datové zálohy ze serverů[8]
- 4. června 2012 – Ministerstvo pro místní rozvoj zastavilo vyplácení dotací Regionálního operačního programu Severozápad s odůvodněním, že nemusí jít jen o pochybení jednotlivých úředníků, ale i o špatné nastavení celého systému.[9]
- 11. června 2012 – z vedení Regionální rady regionu soudržnosti Severozápad byl odvolán bývalý ústecký hejtman Jiří Šulc (ODS) s odvoláním na politickou zodpovědnost za skandály s přidělováním dotací v rámci Regionálního operačního programu Severozápad[10]
- 3. července 2012 – policie ze sídla dotačního úřadu Severozápad v Ústí nad Labem odvedla čtyři osoby[11]
- 4. července 2012 – soudkyně Okresního soudu v Ústí nad Labem „pro důvodnou obavu, že by mohl ovlivňovat svědky či spoluobviněné, a tím mařit objasňování skutečností důležitých pro trestní řízení“ uvalila znovu vazbu na Petra Kušnierze[12]
- 10. července 2012 – bývalý úředník Leo Steiner (KDU-ČSL) podal trestní oznámení na politické vedení úřadu rozdělujícího evropské fondy, které se podle něj předem dohodlo na rozdělení dotací v poměru 35% pro Karlovarský kraj, 65% pro Ústecký kraj a údajně rozhodovalo o projektech ještě před vypsáním výzvy k podávání žádostí.[13]
- 10. července 2012 – Šéf Dotačního úřadu Severozápad Pavel Markvart (ODS) uvedl, že zaměstnanci úřadu porušili zákon, když prý chtěli proplatit Mosteckému hotelu Cascade i pět let starou rekonstrukci za 16 milionů korun.[14]
- 12. července 2012 – Ústecký krajský soud vynesl rozsudek, kterým Petra Kušnierze uznal vinným z přijímání úplatků a zneužití pravomocí veřejného činitele. Odsoudil ho na 7,5 roku odnětí svobody a k pokutě 750 tisíc korun. Vinnými senát shledal i všech šest dalších obžalovaných.[15]
- 4. září 2012 – Policie zadržela náměstka ústecké hejtmanky Pavla Koudu (ČSSD). Podle deníku Aktuálně.cz bylo obviněno šest osob a mezi zatčenými je rovněž současný ředitel Úřadu regionální rady Severozápad Pavel Markvart (ODS) a Petr Vráblík, který úřad vedl do roku 2009.[16]
- 21. září 2012 – výborem Regionální rady Severozápad byl z funkce ředitele dotačního úřadu odvolán Pavel Markvart[17]
- 17. ledna 2013: Vrchní soud potvrdil rozsudek Kušnierze a dalších obviněných z prvního případu. Bývalému řediteli dotačního úřadu byl trest zmírněn na 5 let. Verdikt už byl pravomocný.[18]
- 12. března 2014: Policie obvinila dalších pět lidí kvůli vyplacení peněz stíhaným bývalým ředitelům dotačního úřadu.[19]
- 9. září 2014: Začal soudní proces s osmi lidmi obviněnými v září 2012.[19]
- 16. prosince 2015: Česká televize přinesla informaci, že začal spolupracovat s policií Petr Kušnierz odsouzený v předchozím procesu a že vypovídal o dotačních podvodech, na kterých se podílel spolu s vlivnými regionálními politiky i podnikateli..[20]
- 13. prosince  2016: Policie obvinila z poškozování zájmů EU a dalších trestných činů v souvislosti s evropskými dotacemi z ROP Severozápad 24 lidí, mimo jiné bývalou ústeckou hejtmanku Janu Vaňhovou, starostu Chebu Petra Navrátila, podnikatele Daniela Ježka nebo bývalého senátora Alexandra Nováka.[21]
- 19. dubna 2017: Vrchní soud v Praze vynesl pravomocný rozsudek, kterým potvrdil trest odnětí svobody na 7 let pro Petra Kušnierze i podmíněné tresty pro další obžalované – Pavla Markvarta, Pavla Koudu a Irenu Kotlanovou.[22]
- 8. června 2017: Poslanecká sněmovna Parlamentu ČR rozhodla, že Josef Novotný (ČSSD) a Jaroslav Borka (KSČM) budou vydání k trestnímu stíhání v souvislosti s machinacemi s dotacemi v ROP Severozápad.[23]

## Hlavní aktéři kauzy
Podle obžaloby došlo výměnou za úplatky k ovlivňování schvalování dotace na tři projekty, přičemž obžalovaní přijali nebo plánovali přijmout ve formě úplatků minimálně 2,8 milionu korun.,
- Petr Kušnierz – bývalý ředitel Úřadu Regionální rady regionu soudržnosti Severozápad, který byl v červenci 2012 odsouzen za přijetí úplatku a zneužití pravomoci veřejného činitele na 7,5 roku odnětí svobody ve věznici s ostrahou, 750 tisíc korun (v případě nezaplacení 1 rok vězení) a 5,5 roku zákazu činnosti při nakládání s financemi z EU[25]
- Václav Poláček – obviněn ze zprostředkování při předávání úplatků, navržen podmíněný trest, ale odsouzen k 5 letům odnětí svobody s ostrahou a pokutě 300 tisíc Kč (v případě nezaplacení 8 měsíců vězení)[25]
- Roman Švec – obviněn ze zprostředkování při předávání úplatků, odsouzen za přijetí úplatku na 5 let ve vězení s ostrahou a k pokutě 300 tisíc Kč (v případě nezaplacení 8 měsíců vězení)[25]
- Vladyslav Ivanovyč Hleba – obviněn ze zprostředkování při předávání úplatků s navrženým trestem 3 roky odnětí svobody a 300 tisíc Kč, odsouzen za přijetí úplatku a vydírání na 5 let ve vězení s ostrahou a k pokutě 300 tisíc Kč (v případě nezaplacení 8 měsíců vězení)[25]
- Martin Mikeš – podnikatel, obviněn z uplácení s navrženým trestem 1 rok podmíněně odloženým na zkušební dobu 2 let, odsouzen za poskytnutí úplatku a maření výkonu úředního rozhodnutí k podmíněnému trestu 18 měsíců s odkladem na 3 roky a k zákazu řízení motorových vozidel[25]
- Milena Pucholtová – podnikatelka, obviněna z uplácení s navrženým trestem 2 let podmíněně s odložením na 4 roky a k pokutě 300 tisíc Kč, odsouzena za podplácení k podmíněnému trestu 2 let s odkladem na 4 roky a k pokutě 150 tisíc Kč (v případě nezaplacení 6 měsíců vězení)[25]
- Lukáš Šístek – podnikatel, obviněn z uplácení s navrženým trestem 2 let podmíněně odloženým na 3 roky a peněžitým trestem 150 tisíc Kč, odsouzen za podplácení k podmíněnému trestu 1 roku s odkladem na 2 roky a k pokutě 75 tisíc Kč (v případě nezaplacení 3 měsíce vězení)[25]
- Daniel Ježek – podnikatel z Mostu, bývalý vlivný člen ODS, v roce 2017 jediný z 24 stíhaných v kauze, který je držen ve vazbě.[26],[27]
- Alexandr Novák – český podnikatel a politik s německým občanství odsouzený pro korupci, momentálně (duben 2017) držen v Německu ve vazně a Česká republika jedná s německými úřady o jeho vydání[28]
- Jaroslav Borka (KSČM) – poslanec Poslanecké sněmovny PČR, zastupitel Karlovarského kraje a zastupitel města Karlovy Vary podezřelý z poškození finančních zájmů Evropské unie a zjednání výhody při zadání veřejné zakázky[29]
- Josef Novotný – poslanec Poslanecké sněmovny PČR a bývalý hejtman Karlovarského kraje  podezřelý z poškození finančních zájmů Evropské unie a zjednání výhody při zadání veřejné zakázky[29]